# 1998 QJ37
1998 QJ37 är en asteroid i huvudbältet som upptäcktes den 17 augusti 1998 av LINEAR i Socorro County, New Mexico.
Asteroiden har en diameter på ungefär 14 kilometer och den tillhör asteroidgruppen Veritas.